# Leszczyny (województwo łódzkie)
Leszczyny – osada leśna w Polsce położona w województwie łódzkim, w powiecie tomaszowskim, w gminie Ujazd.
W latach 1975–1998 leśniczówka należała administracyjnie do województwa piotrkowskiego.